# Reimar Campen
Hans-Reimar Campen (* 27. Juni 1928 auf Norderney; † 12. Mai 2012) war ein deutscher Politiker (Die Grünen).
Campen absolvierte eine Bootsbaulehre und verbrachte seine Gesellenzeit bei einer Boots- und Yachtwerft in Lemwerder. Er verbrachte eine Fahrzeit als Schiffszimmermann und übernahm später eine Tätigkeit im Gastronomiebetrieb seiner Eltern. Zwischen 1960 und 1981 war er selbständiger Gastronom im elterlichen Betrieb auf Norderney. Diesen Geschäftsbetrieb musste er nach dem Tod seines Vaters aufgrund anfänglich ungeklärter Rechtsverhältnisse zwangsweise aufgeben. Anschließend bezog er Arbeitslosen- und Sozialhilfe.
Im Jahr 1968 begann Campen seine Tätigkeit in Bürgerinitiativen. Er wurde stellvertretender Vorsitzender der Kreisgruppe Ostfriesische Inseln und Küste im Bund für Naturschutz und Landschaftspflege (BfNuL, später BUND). Er arbeitet mit in der Arbeitsgemeinschaft Grüne Küste (AGK), in der Konferenz der Natur- und Umweltschutzverbände Ost-Frieslands und im Arbeitskreis Umweltschutz Norden/Ostfriesland (AKU, Mitglied im
Landesverband Bürgerinitiativen Umweltschutz, LBU). Ferner wurde Campen Mitglied der Biologischen Schutzgemeinschaft Hunte Weser-Ems sowie des Verbandes Deutscher Naturparke.
Campen wurde im Jahr 1978 Mitglied der Grünen Liste Umweltschutz (GLU, Vorläuferpartei der Grünen, die erst 1979 gegründet wurde) und zog in der zehnten Wahlperiode für die Grünen in den Niedersächsischen Landtag vom 21. Juni 1982 bis 20. Juni 1986 ein.

## Quelle
- Barbara Simon: Abgeordnete in Niedersachsen 1946–1994. Biographisches Handbuch. Hrsg. vom Präsidenten des Niedersächsischen Landtages. Niedersächsischer Landtag, Hannover 1996, S. 62–63.

| Personendaten    | Personendaten                            |
| ---------------- | ---------------------------------------- |
| NAME             | Campen, Reimar                           |
| ALTERNATIVNAMEN  | Campen, Hans-Reimar (vollständiger Name) |
| KURZBESCHREIBUNG | deutscher Politiker (Die Grünen)         |
| GEBURTSDATUM     | 27. Juni 1928                            |
| GEBURTSORT       | auf Norderney                            |
| STERBEDATUM      | 12. Mai 2012                             |